# Commelina zambesica
Commelina zambesica är en himmelsblomsväxtart som beskrevs av Charles Baron Clarke. Commelina zambesica ingår i släktet himmelsblommor, och familjen himmelsblomsväxter. Inga underarter finns listade.